# José Alexandre
José María Alexandre, también como Joseph, Aleixandre y Aleyxandre (¿Orihuela?, c. 1772-Orihuela, 4 de junio de 1832) fue un compositor y maestro de capilla español.

## Vida
Parece que nació en Orihuela hacia 1772, pero no se ha podido confirmar. Según sus propios escritos, se educó musicalmente en la Catedral de Orihuela bajo el magisterio de Joaquín López.
Las primeras noticias seguras que se tienen de él son de 1791, cuando envió un memorial a la Catedral de Orihuela. En 1796, con 24 años, se presentó sin éxito a las oposiciones al magisterio de la Catedral de Granada, que se realizaron a distancia, con envío de las composiciones. De la documentación y la edad mencionada se ha deducido la fecha de nacimiento de Alexandre en 1772. El 28 de marzo de 1798 tomó posesión del cargo de violinista en la Catedral de Orihuela.
En 1806 se presentó a oposiciones para el magisterio de la capilla de la Colegiata de San Nicolás de Alicante. Alexandre se enfrentó a Francisco Pérez Guarner, mozo de capilla de la Colegiata de Játiva y alumno de José Morata, y José Pacheco, organista de la iglesia de Santa María de Alicante. El examen fue duro y los candidatos tuvieron que realizar cinco pruebas: poner música al salmo Dóminus regnavit a ocho voces en 48 horas; dirigir una gloria frente a la capilla de música; componer un villancico a ocho voces con recitado y aria, con el texto Llorando está sentada; composición de un bajete a ocho voces; y una prueba teórica de música. El 29 de enero de 1806 los examinadores, Ignacio Rodríguez, maestro de capilla de la iglesia parroquial de Elche, y Andrés Jover, arpista de la Colegiata de San Nicolás, dieron el primer lugar a José Alexandre, «por ver en sus obras variación, buen gusto, y estar bien coordinadas y acabadas; además de contar el villancico con una instrumentación brillante, natural y sencilla». El segundo lugar fue para Francisco Pérez, al que calificaron falto de experiencia por su edad y sus obras de escasa variación y gusto. En tercer lugar pusieron a José Pacheco, al que reprobaron en la mayoría de sus composiciones. El cabildo municipal se reunió un día después, el 30 de enero, y por votación, cuatro se decidieron por Francisco Pérez y tres por Alexandre, por lo que Pérez quedó con el cargo.
Alexandre apeló al Consejo de Castilla en Valladolid, que le dio la razón. Aun así el, pleito fue complicado, con Alexandre defendiendo que había ganado las oposiciones y Pérez defendiendo que el cabildo lo había nombrado a él. A ello se unía el hecho de que Alexandre no había finalizado uno de los ejercicios, lo que le daba ventaja.nameFinalmente se anuló el nombramiento de Francisco Pérez y Alexandre tomó posesión del cargo el 2 de abril de 1807.

... devera tener Escuela pública dé Música para la enseñanza de los Naturales de esta Ciudad acudiéndosele con el salario de Reglamento, pasándose al intento la oportuna razón à la Contaduría de Propios y oficio al Ilustre Cabildo Eclesiástico para que la reconosca por tal y admita a su uso y exercicio. Notifíquese también a Mn. Fco. Perez el citado Superior Despacho, para que cecé  [sic] enel  [sic] servicio de la significada Plaza y que los gastos ocacionados  [sic] en la oposición à la misma que satisfiso deve  [sic] recobrarlos de Alexandre à quien se haga entender assi.
Actas capitulares de la Colegiata de Alicante

Tras la entrada de las tropas napoleónicas en España en 1808, Alexandre ingresó en el ejército:

Cumpliendo sus deberes patrios, el año 1808, de triste recordación, en virtud de las terminantes órdenes de la Junta Suprema de Defensa del Reino contra la invasión francesa, se alistó en el ejército, saliendo el uno de junio para Almansa, donde se incorporó a la división a que fue destinado, permaneciendo en las filas asta terminarse la guerra, si bien obteniendo del Ayuntamiento la conservación de la plaza y el pago del salario para mantenimiento de una hermana huérfana que dejó en Alicante.
Pedrell

Terminada la guerra, Francisco Pérez esperó a que las circunstancias políticas le fueran favorables para el 14 de enero de 1811 dirigirse al Consejo de Regencia para exponerle su caso, añadiendo la arbitrariedad, el despotismo y la intriga del antiguo gobierno, del que era favorable Alexandre, dando a entender que había sido un complot en contra de su persona por los enemigos del gobierno. El ayuntamiento respondió a una solicitud de información del Consejo de Regencia afirmando que Alexandre había sido elegido por la parcialidad de los censores y la influencia de sus protectores. El Consejo de Regencia decretó el 9 de noviembre que se diese el cargo a Francisco Pérez. Alexandre no se dio por vencido. El pleito continuó hasta 1819, cuando José de Ayala, Miembro de Cámara del Supremo Consejo, finalmente no accedió a la reposición de Alexandre.
Entretanto, Alexandre se vio obligado a solicitar una plaza de flautista en la Catedral de Orihuela en 1812, obligado además a suplir el violín o el violonchelo. Tras el fallecimiento del maestro Joaquín López González, el 1 de noviembre de 1815 fue nombrado maestro de capilla de la Catedral de Orihuela, donde continuaría en el cargo hasta su fallecimiento, el 4 de junio de 1832.

## Obra
José Alexandre dejó numerosísimas composiciones en el archivo musical de la Catedral de Orihuela, en su mayoría de carácter religioso. Entre ellas se encuentran tres misas, lamentaciones, motetes, responsorios, salmos y magníficats, villancicos. Además compuso recitados y arias. Entre ellas destacan:
- Hoy se publica en los cielos (1785), villancico a cuatro voces, violines, oboes y trompas;
- Qui Manducat (1795), motete a cinco voces, violines, oboes y trompas;
- Miserere (1797), a ocho voces, violines, flautas y trompa;
- Las zagalas de otros años (1798), villancico a seis voces, violines, oboes y trompas;
- Psalmo Lauda Jerusalén (1799), para solo y coro, con violines, oboes, trompas y bajo;
- Mortales, el remedio (1799), villancico a ocho voces, violines, oboes y trompas;
- Vivientes y ya felices (1800), villancico a seis voces, violines, oboes y trompas;
- Miserere (1803), a ocho voces, violines, oboes y trompas;
- Magnificat (1805), a seis voces, violines, oboes y trompas;
- Al más dichoso día (1805), villancico a seis voces, violines, oboes y trompas;
- Dominus regnavit (1806), salmo a ocho voces;
- Porque los niños ignoran (1814), villancico a seis voces, violines y oboes;
- Beatus Nicolás (1817), responso a cinco voces;
- Hay nuestros pechos (1828), villancico a ocho voces, oboes y trompas;
- Pastores quedito (1830), villancico a cinco voces, violines, oboes y trompas;
- De Torrelodones, zarzuela, de la que no se conoce su paradero;[1]
- Viva Cuba española, pasodoble.